# Arthopyrenia atomariella
Arthopyrenia atomariella är en lavart som först beskrevs av William Nylander och som fick sitt nu gällande namn av Johan Hulting. 
Arthopyrenia atomariella ingår i släktet Arthopyrenia och familjen Arthopyreniaceae. Arten är reproducerande i Sverige.